# Anadia steyeri
Espèce
Statut de conservation UICN

 LC  : Préoccupation mineure
Anadia steyeri est une espèce de sauriens de la famille des Gymnophthalmidae.

## Répartition et habitat
Cette espèce est endémique du Venezuela. Elle se rencontre dans les États de Falcón, de Carabobo et d'Aragua.
On la trouve entre 400 et 700 m d'altitude. Elle vit dans la forêt tropicale sèche et dans la forêt tropicale humide de basses altitudes.

## Étymologie
Cette espèce est nommée en l'honneur du Dr Steyer du musée d'histoire naturelle de Lübeck.

## Publication originale
- Nieden, 1914 : Beschreibung einer neuen Tejiden-Art nebst Bemerkungen über einige Kriechtiere des Naturhistorischen Museums in Lübeck. Sitzungsberichte der Gesellschaft Naturforschender Freunde zu Berlin, vol. 1914, p. 364-366 (texte intégral).